# Spilocuma salomani
Spilocuma salomani is een zeekommasoort uit de familie van de Bodotriidae. De wetenschappelijke naam van de soort is voor het eerst geldig gepubliceerd in 1977 door Watling.